# 粟屋光若
粟屋 光若（あわや みつわか）は戦国時代の武将。若狭武田氏の家臣。若狭国遠敷郡山内城主。

## 生涯
若狭武田氏の侍大将、奉行人を務める。父の家長は大永7年(1527年)の川勝寺口の戦いで主君の元光とともに出陣し、戦死したとされる。
天文年間には安賀荘の代官に任ぜられ、安賀里城を築城した。その後は信豊の奏者としても仕えている。
同族に粟屋勝久がいるが、関係は明らかになってない。